# Jeremiah N. Reynolds
Jeremiah N. Reynolds, noto anche come J. N. Reynolds (Pennsylvania, 1799 – New York, 1858), è stato un esploratore, saggista e docente statunitense, nonché direttore di giornale e sostenitore di spedizioni scientifiche.

## Biografia
Nato in povertà in Pennsylvania, da bambino con la famiglia si trasferì in Ohio, dove a vent'anni insegnò e frequentò per tre anni la Ohio University di Athens . Nel 1823 diresse a Wilmington il giornale Spectator . Nel 1824 Reynolds iniziò un giro di conferenze con John Cleves Symmes Jr. con il quale condivideva la teoria della Terra cava sostenuta anche da alcuni stimati scienziati dell'epoca .
Con l'appoggio del presidente degli Stati Uniti John Quincy Adams e del Congresso, Reynolds riuscì a compiere i preparativi per una spedizione al Polo Sud che fu bloccata dal nuovo Presidente Andrew Jackson. Con l'aiuto di finanziamenti privati la spedizione poté comunque salpare dal porto di New York nel 1829 raggiungendo la costa dell'Antartide. Nel viaggio di ritorno a Valparaíso l'equipaggio si ammutinò e costrinse Reynolds a scendere a terra.
Nel 1832 fu recuperato dalla nave da guerra Potomac, una fregata al comando del commodoro John Downes che da Sumatra, dove aveva compiuto un'azione di guerra contro chi aveva attaccato la nave americana Friendship di Salem, stava tornando negli Stati Uniti. Reynolds si offrì come segretario del commodoro e scrisse di quel lungo viaggio intorno al mondo il libro Voyage of the United States Frigate Potomac. Under the Command of Commodore John Downes, During the Circum-navigation of the Globe, in the Years 1831, 1832, 1833, and 1834.
Tornato a New York divenne avvocato di successo e uomo d'affari.

## Opere
- (EN) Voyage of the United States Frigate Potomac. Under the Command of Commodore John Downes, During the Circum-navigation of the Globe, in the Years 1831, 1832, 1833, and 1834, New York, Harper and Brothers, 1835.
- (EN) Mocha Dick. Or The White Whale of the Pacific, Londra e Glasgow, Cameron and Ferguson, 1870.
- (EN) Mocha Dick. The White Whale of the Pacific, Lowell LeRoy Balcom (illustrazioni), New York, Charles Scribner's Sons, 1932.

## Influenze
- Le sue conferenze sulla possibilità di una Terra cava sembrano aver influenzato Edgar Allan Poe [N 1] nella sua Storia di Arthur Gordon Pym (1838).
- Il suo racconto nel numero di gennaio 1839 di The Knickerbocker della caccia alla balena bianca Mocha Dick[5] dal titolo Mocha Dick. Or The White Whale of the Pacific. A Leaf from a Manuscript Journal ("Mocha Dick: o la balena bianca del Pacifico: un foglio da un giornale manoscritto"), ispirò il romanzo Moby Dick (1851) di Herman Melville.